# Burmannia steenisii
Burmannia steenisii ist eine Pflanzenart aus der Familie der Burmanniaceae. Sie ist nur von einem Einzelfund aus Java bekannt.

## Beschreibung
Burmannia steenisii ist eine einjährige, blattgrünlose, durchgehend weißliche, unverzweigt wachsende krautige Pflanze, die eine Wuchshöhe von zur Blütezeit 2 bis 6 Zentimeter erreicht. Sie ist mykotroph. Ein Rhizom ist nicht vorhanden, die Wurzeln sind faserig und kurz. Die Blätter sind 0,5 bis 1,5 Millimeter lang, fehlen am Ansatz und kommen nur vereinzelt am Stängel vor, dort sind sie lanzettlich, spitz zulaufend, eng anliegend und gekielt.
Blütezeit ist im Juli. Der Blütenstand besteht aus ein oder zwei endständigen Blüten. Die ungestielten, aufrechten Blüten sind rund 7 Millimeter lang und von reinweißer Farbe mit gelben Blütenflügeln. Die Blütenröhre ist zylindrisch-dreiwinklig bis kegelförmig-dreiwinklig und 2,5 Millimeter lang, die rund 4,5 Millimeter langen und 1,5 Millimeter breiten Flügel sind halbiert elliptisch bis halbiert viereckig und verlaufen von der Mitte der äußeren Blütenlappen bis zum Ansatz des Fruchtknotens. Die äußeren Blütenlappen sind dreieckig, aufrecht, mit schmalen, leicht fleischigen Rändern und einem annähernd stumpfen äußeren Ende und rund 1 Millimeter lang, die inneren kreisförmig abgerundet und klein. Die Staubfäden sind ungestielt und setzen im Blütenhüllschlund an, unterhalb der inneren Blütenlappen. Das Konnektiv weist zwei kurze, seitliche Arme auf, die die Thecae tragen sowie am Ansatz einen abwärts weisenden, breit-stumpfen Sporn haben. Der Griffel ist verdickt und  fadenförmig, mit den Narben zusammen ist er ebenso lang wie die Kronröhre, an seinem Ende stehen die drei ungestielten, trompetenförmigen Narben.
Die Fruchtknoten sind annähernd rund und 2 Millimeter lang. Die annähernd rund Kapsel öffnet sich entlang von Querschlitzen. Die Samen sind zahlreich und spanförmig.

## Verbreitung
Burmannia steenisii ist nur von einem Einzelfund in Java am Berg Lamongan bekannt.

## Systematik
Die Art wurde 1938 von Fredrik Pieter Jonker erstbeschrieben.

## Nachweise
1. 1 2 3 4 5  Dianxiang Zhang: Systematics of Burmannia L. (Burmanniaceae) in the Old World, S. 256–257, in: Hong Kong University Theses Online, Thesis (Ph.D.), University of Hong Kong, 1999